# Néfrélaye
Néfrélaye est une commune rurale située dans le département de Satiri de la province du Houet dans la région des Hauts-Bassins au Burkina Faso.

## Éducation et santé
Le centre de soins le plus proche de Néfrélaye est le centre de santé et de promotion sociale (CSPS) de Sala.